# Mi-6 (航空機)
 Mi-6 / Ми-6
ソ連空軍で運用されたMi-6VzPU
- 用途：多目的ヘリコプター
- 分類：ヘリコプター
- 設計者： MVZミーリ
- 製造者：
- 運用者

  -  ソ連軍
  -  ロシア連邦軍
  -  ベラルーシ共和国軍
  -  ウクライナ軍他
- 初飛行：1957年9月5日
- 生産開始：1960年
- 運用開始：1962年
- 退役：2002年
- 運用状況：退役（ロシア連邦軍・CAA）

Mi-6(ミル6；ロシア語:Ми-6ミー・シェースチ)は、ソ連のMVZミーリの開発した多目的輸送ヘリコプター。実用化された中では、後継機であるMi-26の登場まで世界最大のヘリコプターであった。大量生産され、軍民問わず多数が運用された。北大西洋条約機構(NATO)は、「フック」(Hook)というNATOコードネームを付与した。

## 概要
Mi-6の開発は、1954年に始められた。Mi-4中型ヘリコプターの発展型として開発された開発機VM-6(ВМ-6)が、その試作機となった。なお、この名称は「ミルの6 tヘリコプター」(вертолет Миля - шеститонныйヴィルタリョート・ミーリャ・シスチトーンヌィイ)という意味であり、のちの制式名称とは直接は関係ない。機体はMi-6の公式名称を得て、1957年に初飛行した。
機体には特大のギアボックスと強力なターボシャフトエンジンが用意され、固定翼機のような「主翼」が胴体上部に取り付けられた。この「主翼」は、状況に応じ、取り外すことができる。Mi-6はヘリコプターとしては高速の300km/hの最大飛行速度、12000 kgの積載量を発揮し、速度における世界記録を達成するなどした。Mi-6の輸送キャビンの12x2.65x2.5 mという寸法は、大型輸送機のAn-8やAn-12のものに近いたいへんに大型のものであった。機体は、1957年9月になってようやく初飛行にこぎつけた。
完成されたMi-6は、1965年にル・ブルジェ空港で開催されたパリ国際エアショーで成功裏に展示飛行を行った。
1971年には、離陸可能な積載量を44 tに引き上げた改良型Mi-6Aが初飛行に成功した。この機体の最大飛行速度は、300 km/hを超えた。Mi-6AはMi-6シリーズの第2世代の基本型となり、多くの派生型が製作された。
Mi-6シリーズは、後継機のMi-26が配備されてからは徐々に退役を始めソビエト連邦の崩壊後急速に姿を消したが、現在も一部では使用が続けられている。

## 運用
数機のMi-6の機体はチェルノブイリ原子力発電所事故の事後処理で投入され、作業終了後放射能汚染の危険があるため、現場近くの空き地に軍用車、バス、トラック、消防車と共に放置されている。

## 派生型
Mi-6 / Ми-6
1957年に初飛行した基本型多目的輸送ヘリコプター。
Mi-6A / Ми-6А
1971年に初飛行した発展型多目的輸送ヘリコプター。
Mi-6TZ / Ми-6ТЗ
Mi-6の発展型の燃料輸送ヘリコプター(Вертолет-топливозаправщик)。地上及び航空機への燃料7400 lを輸送できた。最初の量産シリーズはMi-6TZ-SV(Ми-6ТЗ-СВ)として、1960年代末より配備に入った。
Mi-6ATZ / Ми-6АТЗ
1972年にMi-6TZの姉妹機で、Mi-6Aの発展型。
Mi-6VKP / Ми-6ВКП
1972年に初飛行した空中コマンドポスト型。Mi-6の発展型で、40 名からなる司令部の搭乗が可能であった。
Mi-6M / Ми-6М
Mi-6の派生型の対潜ヘリコプター。1958年に初飛行を果たしたが、その後PLAT(ПЛАТ)魚雷4 発またはコーンドル(«Кондор»)空対艦ミサイル4 発の運用能力を付与された強化型が1963年に製造された。機体は試験に入ったものの、国家試験には到らずに開発は中止となった。
Mi-6P / Ми-6П
1965年に初飛行した旅客ヘリコプター。70 - 80名の乗客を輸送できた。アエロフロートなどで長らく運用された。
Mi-6PZh / Ми-6ПЖ
消防機型。1967年に初飛行。12t の消火剤を運ぶことができた。南フランスで起きた大火災の際に出動したことでも知られる。
Mi-6PZh2 / Ми-6ПЖ2
Mi-6PZhの改良型で、1972年に初飛行した。新しい消火剤噴射器を搭載した。
Mi-6PP / Ми-6ПП
電子偵察機への妨害活動を行う電子戦機として開発された。1962年に初飛行し、1980年代には再びMi-6PPと命名された機体が製作されたが、いずれも配備には到らなかった。
Mi-6PRTBV / Ми-6ПРТБВ
機動ロケット技術ベース・ヘリコプター(подвижная ракетно-техническая база вертолетного типа)。1960年に初飛行した。作業用戦術ロケット・システム8K11(8К11)や8K14(8К14)または戦術ロケットR-9(Р-9やR-10(Р-10)を搭載できた。Mi-6の発展型として製作されたが、配備には到らなかった。
Mi-6RVK / Ми-6РВК
ロケット・ヘリコプター・コンプレックス(ракетно-вертолетный комплекс)。1963年に2 機が試験に入った。すなわち、9K53(9К53と9K73(9К73)あまたはR-17V(Р-17В)ロケット・コンプレックスである。この機体は地上戦術ロケット・システム9M21ルナー(9М21 «Луна-МВ»)と作業用戦術ロケット・システム8K114(8К114)を搭載した。試験は順調に進み1965年に試験部隊へ配備となり、試験研究が実施された。量産はされなかった。
Mi-6PS / Ми-6ПС
1966年に初飛行した捜索救難ヘリコプター(Поисково-спасательный вертолет)。
Mi-6APS / Ми-6АПС
Mi-6PSの姉妹機で、Mi-6Aの派生型。
Mi-6AYa / Ми-6АЯ
Mi-6Aの派生型で、1973年に初飛行した空中コマンドポスト。40 名までの司令部が搭乗できた。
Mi-6VzPU / Ми-6ВзПУ
Mi-6AYaの別名。
Mi-22 / Ми-22
1975年に実戦配備に就いたMi-6AYa/VzPUの量産型。

## 性能・主要諸元
- 型式：Mi-6
- 初飛行：1957年
- 主回転翼直径：35. 00 m
- テール・ローター直径：6.30 m
- 全長：33.18 m
- 全高：9.86 m
- 空虚重量：26500 kg
- 通常離陸重量：39700 kg
- 最大離陸重量：41700 kg

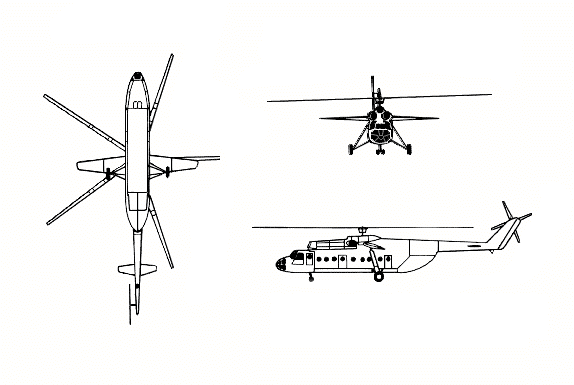
Mi-6の三面図

- 発動機：D-25V(Д-25В) ターボシャフトエンジン
- 出力：4100 kW/t
- 超過禁止速度：250 km/h
- 巡航速度：200 km/h
- 実用航続距離：500 km
- 実用上昇限度：4500 m
- ホバリング上昇限度：2500 m
- 乗員：5 名
- 積載量：61 名の兵士、または6000 kgの機内積載物(最大12000 kgまで可能)、または8000 kgの機外積載物
- 武装：12.7 mm機銃A-12.7 x 1

## 運用国

### 民間用

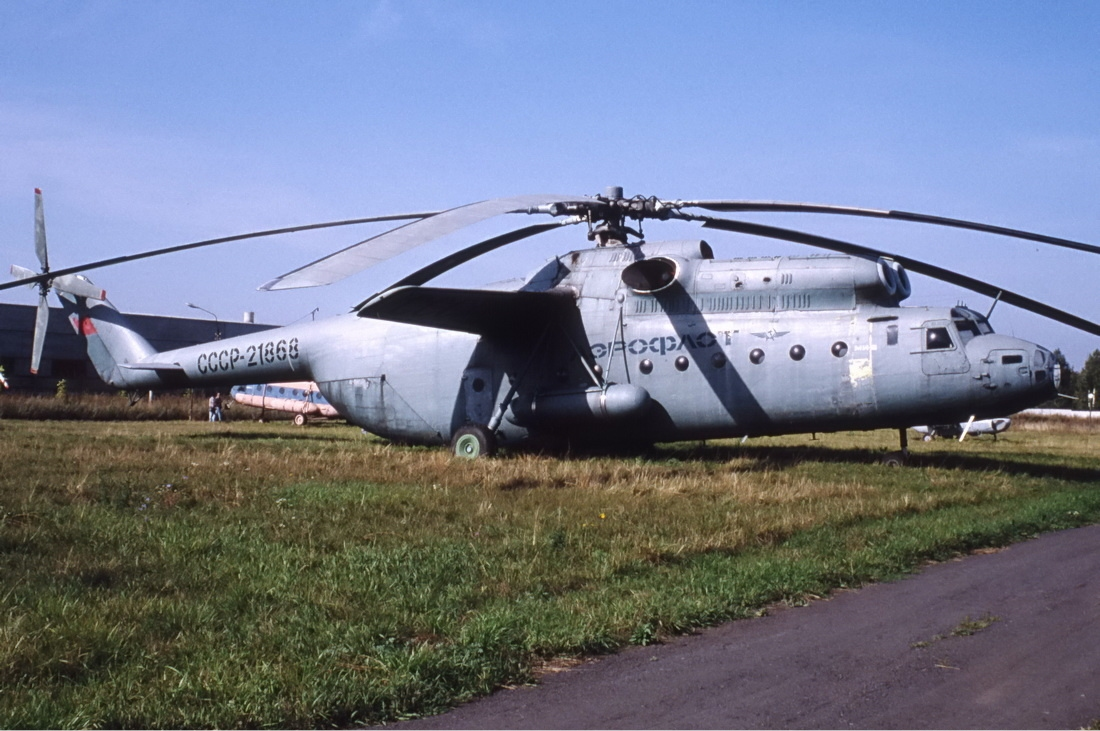
アエロフロートのMi-6

ポーランド
インスタル - 3 機のMi-6A
 ソ連
アエロフロート

### 軍用
ソ連
空軍
 ロシア連邦
空軍
 ベラルーシ
空軍及び防空軍
 ウクライナ
空軍
 カザフスタン
防空軍
 ウズベキスタン
空軍
 ブルガリア
空軍
アゼルバイジャン
空軍
 ポーランド
空軍
 ペルー
空軍
 アルジェリア
空軍
 エチオピア
空軍
 シリア
空軍
 イラク
空軍
 エジプト
空軍
 ヴェトナム
人民軍空軍
 中華人民共和国
人民解放軍

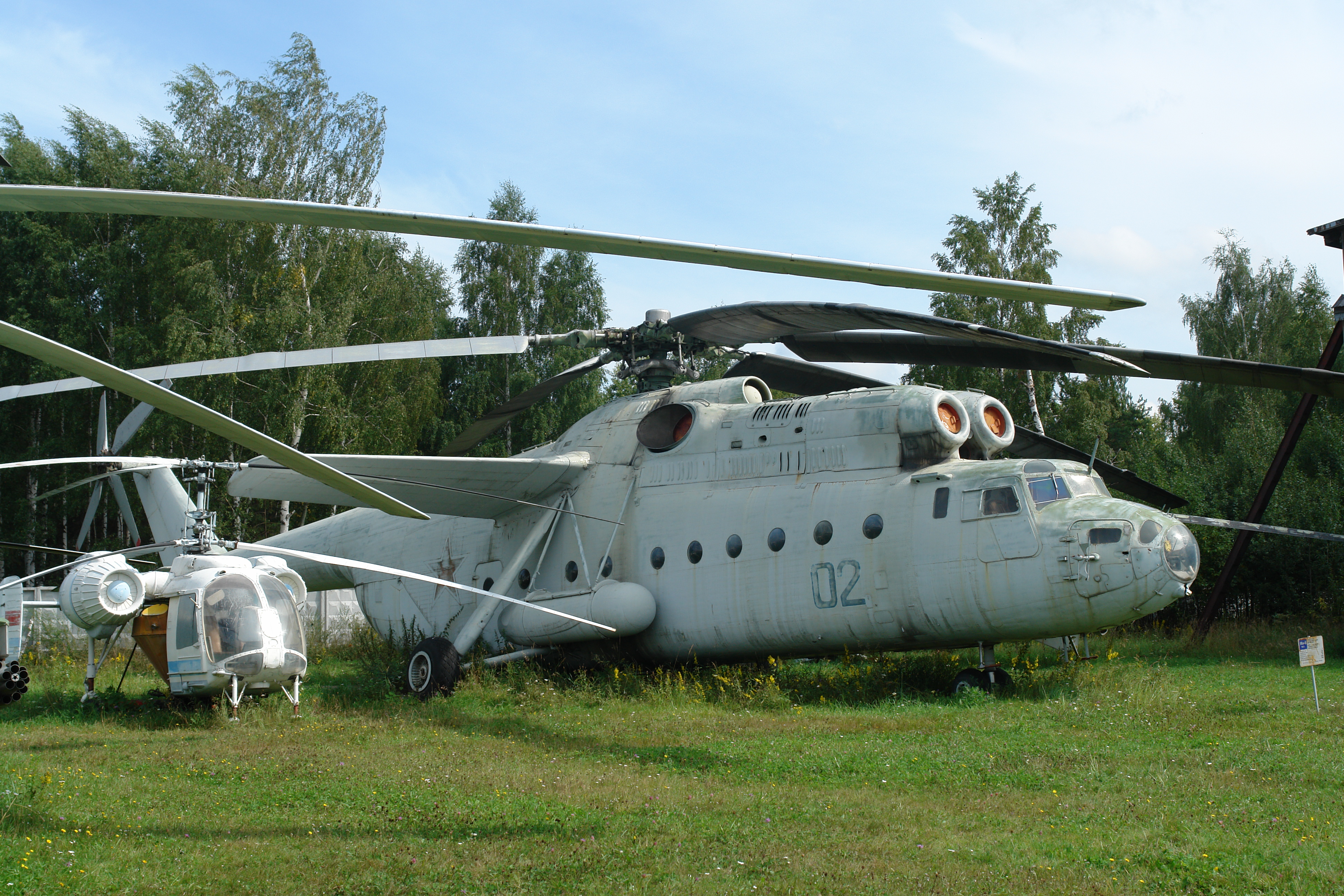
ソ連空軍で使用されたMi-6

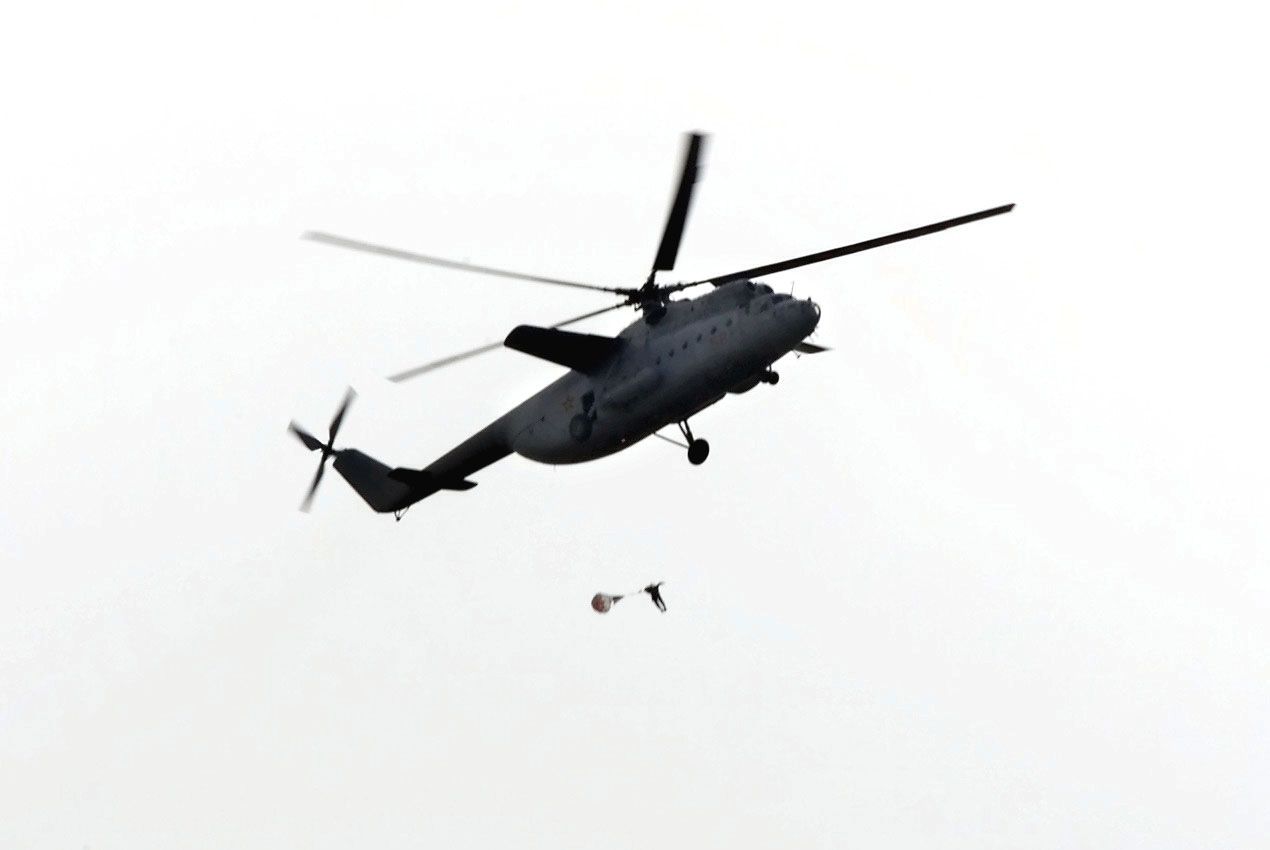
空挺兵を降下させるカザフスタン防空軍のMi-6

 朝鮮民主主義人民共和国
人民軍
 インドネシア
人民軍